# Rubby Pérez

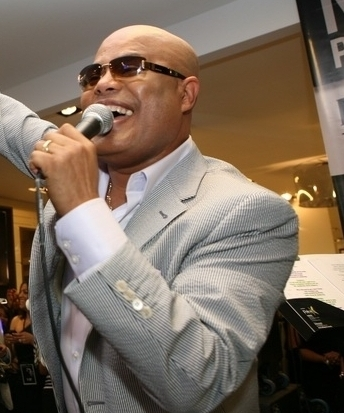
Rubby Pérez

Rubby Pérez (* 8. März 1956 in Bajos de Haina, Dominikanische Republik als Roberto Antonio Pérez Herrera; † 8. April 2025 in Santo Domingo) war ein dominikanischer Merengue-Sänger. Aufgrund seiner außergewöhnlichen Gesangsstimme wurde er als „die höchste Stimme des Merengue“ bekannt.

## Karriere
Pérez begann seine musikalische Laufbahn nach einem Autounfall, der seine ursprünglichen Pläne, Baseballspieler zu werden, zunichtemachte. Er studierte Musik am Nationalen Konservatorium von Santo Domingo und trat zunächst verschiedenen Musikgruppen bei, darunter Los Hijos del Rey. 1982 wurde er Mitglied der Orchester von Wilfrido Vargas, wo er Hits wie „El Africano“ und „Volveré“ populär machte. 1987 startete er seine Solokarriere und veröffentlichte erfolgreiche Songs wie „Buscando Tus Besos“ und „Enamorado de Ella“, die in den Billboard-Charts vertreten waren.

## Erfolge und Anerkennungen
Pérez gewann mehrere Auszeichnungen, darunter die Casandra Awards in den Kategorien „Orchester des Jahres“ und „Merengue des Jahres“. In Venezuela erhielt er Gold- und Platin-Schallplatten für sein erstes Soloalbum. Er engagierte sich auch für wohltätige Zwecke und unterstützte Opfer des Erdbebens in Haiti 2010. Hierfür  wurde er vom Ausschuss der lateinamerikanischen politischen Parteien in den Vereinigten Staaten (COPOLA USA)  ausgezeichnet.

## Tod
Am 8. April 2025 kam Pérez ums Leben, als das Dach des Jet-Set-Nachtclubs in Santo Domingo während seines Konzerts einstürzte. Nach seinem Tod wurde ihm ein posthumes Ehrengedenken im Eduardo-Brito-Nationaltheater zuteil.